# Japan Open Tennis Championships 2004
Il Japan Open Tennis Championships 2004 è stato un torneo di tennis giocato sul cemento.
È stata la 32ª edizione dell'evento, che fa parte dell'International Series Gold nell'ambito dell'ATP Tour 2004 e della categoria Tier III nell'ambito del WTA Tour 2004. Si è giocato all'Ariake Coliseum di Tokyo, in Giappone, dal 4 al 10 ottobre 2004.

## Campioni

### Singolare maschile
Jiří Novák ha battuto in finale  Taylor Dent con il punteggio di 5–7, 6–1, 6–3

### Singolare femminile
Marija Šarapova ha battuto in finale  Mashona Washington con il punteggio di 6–0, 6–1

### Doppio maschile
Jared Palmer /  Pavel Vízner hanno battuto in finale  Jiří Novák /  Petr Pála con il punteggio di 5–1, rit.

### Doppio femminile
Shinobu Asagoe /  Katarina Srebotnik hanno battuto in finale  Jennifer Hopkins /  Mashona Washington con il punteggio di 6–1, 6–4